# Francis Richard Scobee
Francis Richard Scobee (Dick Scobee) (19. maj 1939 – 28. januar 1986) var en amerikansk astronaut, der døde i ulykken med rumfærgen Challenger.
| Rumfart | Spire Denne artikel om rumfart er en spire som bør udbygges. Du er velkommen til at hjælpe Wikipedia ved at udvide den. |

- Wikimedia Commons har flere filer relateret til Francis Richard Scobee